# Arnaldo Morandi
Arnaldo Morandi (Verona, 5 giugno 1901 – ...) è stato un calciatore italiano, di ruolo ala.

## Carriera
Giocò in Divisione Nazionale con il Verona.